# Taufik Hidayat
Taufik Hidayat (født 10. august 1981 i Bandung) er en indonesisk badmintonspiller. Han vandt singleturneringen i badminton under Sommer-OL 2004 i Athen, og han vandt også en guldmedalje i Anaheim i USA i 2005, samt en bronzemedalje fra VM i 2009. Hidayat var udtaget til at repræsentere Indonesien ved sommer-OL 2008, hvor han tabte i anden runde mod Wong Choong Hann fra Malaysia.